# Hippolyte de Capellis
 (novembre 2011).
Hippolyte Louis Antoine, 3e marquis de Capellis, appelé le comte de Capellis, comte palatin, marquis du Fort, comte de Verrières (né le 13 août 1744 à Pernes et mort le 7 janvier 1813 à Avignon), est un officier de marine français. Capitaine de vaisseau en 1786 et chevalier de Saint-Louis, il émigre à la Révolution et passe au service de la Russie impériale (contre-amiral en 1799).

## Biographie

### Origines et famille
Il est le fils ainé de François de Capellis (24 septembre 1711 à Avignon - 14 juin 1772 à Toulon), 2e marquis de Capellis, officier d’infanterie, passé sur le tard dans la marine (1756), capitaine de vaisseau (1771), commandant le 1er bataillon du régiment de Toulon (1772), chevalier de Saint-Louis, d'une famille du Comtat Venaissin (Pernes-les-Fontaines), venue de Modène au moment du mariage de Catherine de Médicis ; lequel est marié le 16 et le 18 juin 1740, au château du Fort (Saint-Symphorien), en Gévaudan, à Louise de Beaumont de Gibaud (vers 1724 - 1749), marquise du Fort et dame de Verrières, d'une famille originaire de Saintonge, petite-nièce de Fénelon et descendante du maréchal d'Esparbes (mort en 1628). De cette union naissent :
- Hippolyte Louis Antoine de Capellis
- Jean Louis Gabriel, chevalier de Capellis (1752 - 1779 en mer), Garde de la Marine (1770), à Toulon, chevalier de Malte (1771), lieutenant de vaisseau (1778). En 1778-1779 il commandait le cutter de 14 canons « L’Alerte », appartenant à la flotte de Toulon et servant aux Antilles.
- Marie Antoinette Félicité de Capellis (1749 - 1771 à Rochegude), mariée en 1770 à Avignon, à Dominique de Robert (1734 + 1790, Avignon, massacré par des révolutionnaires), 2e marquis d'Aquéria et de Rochegude, lieutenant-colonel de cavalerie, chevalier de Saint-Louis.

Hippolyte de Capellis a été propriétaire de l'hôtel de Capellis, à Avignon, vendu en 1785 et connu depuis sous le nom d'Hôtel Desmarets de Montdevergues, mais aussi du domaine de La Nesquière, à Pernes-les-Fontaines, quartier des Valayans, exploité par sa famille depuis le XVIe siècle, et, venant de sa mère, du Château du Fort (Chambon-le-Château), en Gévaudan. Sa seconde épouse, Marie Félicité de Flahaut, a pour sa part possédé le Château de Saint-Remy-en-l'Eau, aux confins de l'Ile-de-France et de la Picardie, passé ensuite à leur fille aînée.

### Carrière militaire

#### Les débuts dans la Marine royale
Reçu garde de la marine en 1758, à Brest, à l’âge de 14 ans, embarqué sur La Valeur, sur L’Opale (1761-1762), puis sur La Folle (1762).
Promu Enseigne de vaisseau le 1er février 1770, toujours à Brest, embarqué sur la frégate La Dorade (1770) puis sur La Flore (1771-1772), lieutenant au 2e bataillon du régiment de Bordeaux (1er mai 1772), embarqué sur la Provence (1776), puis sur le César (1777).
Lieutenant de vaisseau le 14 février 1778, embarqué sur la frégate l’Iphigénie, son frère cadet, Gabriel, étant pour sa part embarqué sur la frégate la Belle Poule, dont il commande la batterie de canons ; blessé dans le fameux combat entre ce bâtiment et la frégate anglaise HMS Arethusa (de 32 canons), le 17 juin 1778, qui déclenche les hostilités entre Paris et Londres.
En septembre 1778, Capellis reçoit le commandement de la corvette de 16 canons L’Epervier, appartenant à la flotte de Toulon ; il contribue fortement à la reconquête du Sénégal le 28-30 janvier 1779, faisant partie de l’expédition qui s'empare des forts de Gambie et de Sierra Leone. Il apporte au roi la nouvelle du succès de cette expédition (juillet 1779).
Chevalier de Saint Louis le 2 juillet 1779 (ou 10 octobre ?) à l’âge de 35 ans, et honoré d’une gratification du roi de 800 livres (1779).

#### La guerre d'indépendance des États-Unis
En 1780, Capellis est embarqué comme lieutenant en second sur le vaisseau Le Duc de Bourgogne, appartenant à l’armée navale de l’amiral comte de Guichen. Il participe aux batailles des 17 avril, 15 et 19 mai 1780. Il sert comme aide-major du chef d’escadre de Ternay (1780) à Newport, fonction qu’il occupera de nouveau sous les ordres du chef d’escadre des Touches en 1781-1782.
En janvier 1781, il reçoit le commandement la frégate L'Ariel, appartenant à un groupe de frégates arrivé à Boston depuis peu. Le 16 mars 1781 il participe à la bataille du cap Henry, sous les ordres du chevalier Destouches. Capellis est l’un des neuf officiers dont l’amiral Jacques-Melchior de Barras de Saint-Laurent demande la promotion au grade de capitaine de vaisseau, appuyant un rapport de Destouches. Appartenant à l’escadre de Grasse, il participe au combat du 5 septembre 1781 en vue de la Chesapeake. Le 26 novembre 1781 le roi le gratifie d’une pension de 600 livres.
En décembre 1781, il commande la frégate la Danaé : « M. de Capellis, arrivant de France avec La Danaé, la voit échouer par la maladresse du pilote. Il déploie une telle activité qu’il parvient à relever sa frégate et la remonte jusqu’à Philadelphie ». En 1782 le roi l’honore d’une gratification de 3 000 livres.
Début 1783, il commande toujours La Danaé qui croise dans la Delaware, puis participe au transport des hommes de Lauzun vers la France. Le 11 mai 1783, Capellis quitte définitivement les États-Unis : La Danaé, transportant 307 hommes du corps de Lauzun, met à la voile depuis Wilmington sur la Delaware. La frégate, ayant relâché au Portugal, mouille exactement un mois plus tard dans la rade de Brest.
Il commande ensuite la Lamproie (1784) et le roi l’honore d’une gratification de 1 200 livres (1784). Admis aux honneurs de la Cour (29 janvier 1785). Il est promu capitaine de vaisseau le 1er mai 1786, à 42 ans. Affecté à la 1re escadre de Brest.

#### L'émigration
Sa femme et lui appartiennent au salon mondain et intellectuel d’Adélaïde de Flahaut que fréquentent en particulier Talleyrand et, à partir de 1789, Gouverneur Morris. Il est à noter que c'est Hippolyte de Capellis qui a tenu Charles de Flahaut, sur les fonts baptismaux lors de son baptême en l'église Saint-Paul.
Émigré en Allemagne, puis en Russie, Capellis sert en mer Noire, face aux Turcs (1796), puis comme gouverneur du port militaire de Cronstadt, près de Saint-Pétersbourg, avec le grade de contre-amiral (1799). Rentré en France en 1801, il réside sous le Consulat entre Paris et le Vaucluse, où il est proche du maire d'Avignon Guillaume Puy.

## Mariage et descendance
- Il épouse en premières noces Cécile de Cheylus (morte en 1783) ;
- Il se remarie, à la mort de sa première épouse, le 15 novembre 1784 à Paris, avec Marie Félicité de Flahaut (Paris, Saint Sulpice, 26 septembre 1766 - Versailles, 21 mars 1829), fille de Charles de Flahaut (10 avril 1724, Nelles-la-Vallée, près Pontoise + 29 mai 1811, Saint-Remy-en-l'Eau), 2e marquis de la Billarderie, seigneur de Saint-Remy-en-l’Eau en Beauvaisis (Oise), maréchal de camp (1767), chevalier de Saint Louis (1748), gouverneur de Saint Quentin, marié le 16 novembre 1760 à Marie-Jeanne Françoise Richard de Pichon de Livry (4 mai 1739 + 24 septembre 1816, Saint-Remy-en-l’Eau). Sœur cadette d'Odile de Flahaut (1761 + ap. 1788), marquise de La Valette (1780) et nièce de Charles Claude Flahaut de La Billarderie, comte d’Angivillers (1730 + 1810). D'où postérité féminine.